# Universidad Central de Las Villas
La Universidad Central "Marta Abreu" de Las Villas (UCLV) es una universidad pública localizada en Santa Clara, Cuba. Se inició su construcción durante el gobierno de Carlos Prío Socarrás, y fue inaugurada el 30 de noviembre de 1952 durante la dictadura de Fulgencio Batista. Esta institución constituye el Centro de Educación Superior más importante de la región central de Cuba y el más multidisciplinario. El curso 2015- 2016 inicia con la nueva universidad integrada, la cual se compone de cuatro sedes universitarias: la sede central, la sede pedagógica “Félix Varela”, la Facultad de Cultura Física “Manuel Fajardo” y el Colegio Universitario de Formación Básica.
Lleva su nombre en honor de la filántropa y patriota Marta Abreu Arencibia. Abrió su primer curso académico el 30 de noviembre de 1952.

## Localización
Sus 3 edificios fundacionales, vistos desde el cielo dicen LUZ. Ubicada al noreste de la ciudad de Santa Clara, cuenta con más de 9800 alumnos y 12 Facultades. Está adscrita al Ministerio de Educación Superior de Cuba.
Dirección: Carretera Camajuaní kilómetro 5 1/2, Santa Clara, Villa Clara, Cuba.

## Misión
Su principal misión consiste en formar integralmente profesionales cada vez mejor preparados.
Otras de sus tareas fundamentales radican en contribuir a la formación y superación permanente de los recursos humanos en áreas de prioridad para el desarrollo sustentable del país y realizar una relevante actividad científica, tecnológica y cultural caracterizada por la transferencia de conocimientos y servicios de alto valor agregado que alcancen reconocimiento en el entorno nacional e internacional.

## Facultades
La más interdisciplinaria del país, cuenta con una matrícula de 7444 estudiantes y 1719 profesores, ubicados 12 facultades, en las que se estudian 52 carreras que abarcan las ciencias humanísticas, las técnicas y las naturales. Se cuenta además con 29 programas doctorales, 44 programas académicos de Maestría y 4 especialidades.

### Facultad de Ingeniería Eléctrica
Comenzó a desarrollar programas docentes en 1959 en las especialidades de energía eléctrica, electrónica y telecomunicaciones con el nombre de Escuela de Ingeniería Eléctrica. Comprende tres carreras: ingeniería eléctrica, automática y telecomunicaciones y electrónica. Sus estudiantes son conocidos en la universidad como dinosaurios eléctricos, debido a una canción que se ha convertido en una especie de himno para la facultad.
En la actividad postgraduada brinda varios programas de maestría como son maestría en electrónica, en telemática, en ingeniería eléctrica. Además en la rama de la bioingeniería tiene planes de maestría referente a tratamiento de señales biomédicas, imágenes médicas, señales de voz, etc; estas maestrías impartidas por el Centro de Estudios de electrónica y tecnologías de la información, centro de investigaciones adjunto a esta facultad eléctrica

### Facultad de Ciencias Agropecuarias
Tiene su origen desde la creación de la universidad en 1952. En la actualidad se estudian cuatro carreras: agronomía, en la cual desempeña el papel de Centro Coordinador Nacional; medicina veterinaria y zootecnia y mecanización de la producción agropecuaria y Biología. Además la facultad se encuentra estrechamente vinculada en su actividad docente e investigativa con el Centro de Estudios del Jardín Botánico (CEJB), ubicado dentro del propio campus. Su actividad de posgrado consta de:
- Programas de formación doctoral:
  - Doctorado de Agricultura Tropical Sostenible.
  - Doctorado de Salud Animal Sostenible.
- Maestrías:
  - Salud Animal Avanzada.
  - Agricultura Sostenible.
  - Conservación de la Biodiversidad.
- Diplomados:
  - Técnicas Moleculares Avanzadas

### Facultad de Matemática, Física y Computación
Comenzó en 1955 y en la actualidad atiende las carreras de licenciatura en ciencias de la computación, ingeniería informática, licenciatura en matemática, licenciatura en física y ciencias de la información, aunque actualmente la carrera de licenciatura en matemática está cerrada temporalmente. Tiene adjunto el Centro de Investigaciones Informáticas (CII). El postgrado incluye: doctorado en ciencias técnicas, maestría en computación aplicada, maestría en matemática aplicada y especialidad en base de datos.
La Facultad de Matemática, Física y Computación tiene como misión: garantizar la formación  y constante superación profesional de especialistas en ciencias de la Computación, la Información, Matemática, Física y Ciencias de la Información, con una sólida preparación científica y humanística, mediante el desarrollo de investigaciones de alto nivel científico e impacto social; para con ello satisfacer las necesidades que demandan el desarrollo del país y particularmente de la región central. 

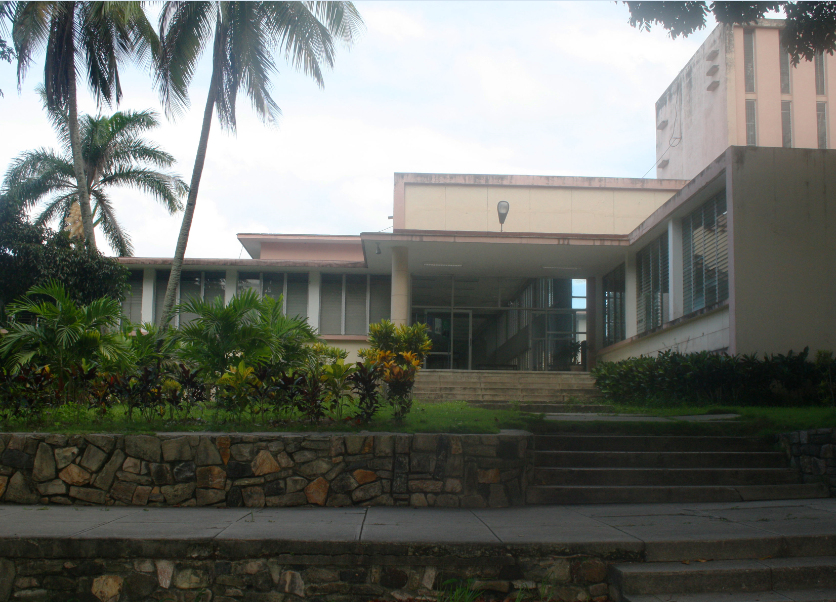
Biblioteca Central.

### Facultad de Humanidades

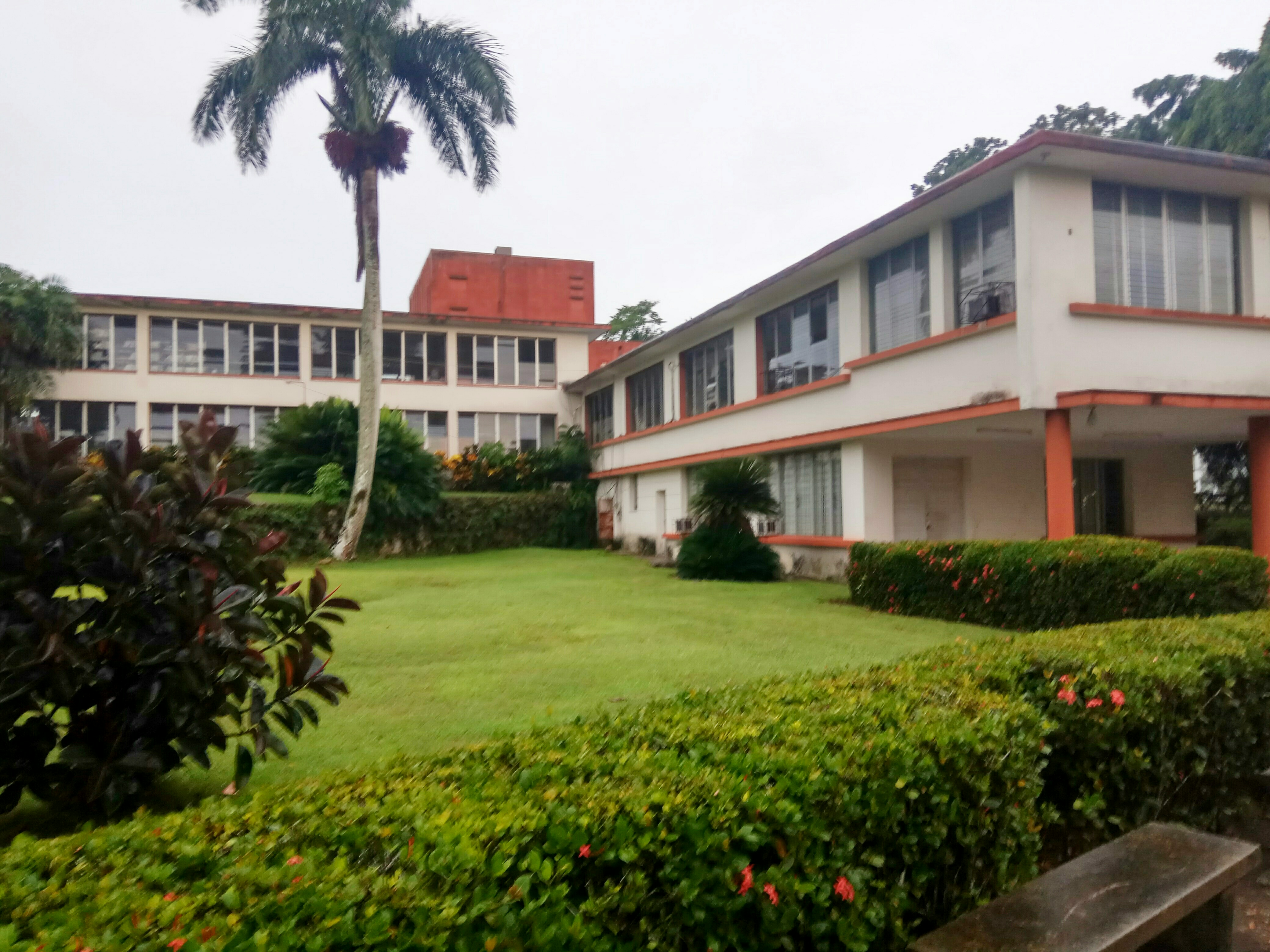
Vista lateral de la biblioteca central

El 30 de noviembre de 1952 tuvo lugar el acto de apertura del curso inaugural de la Universidad Central “Marta Abreu” de Las Villas. Una de las facultades fundadoras fue la Facultad de Humanidades. La Facultad está constituida por cuatro departamentos: Letras, Lengua Inglesa, Comunicación Social y Periodismo. En la actualidad se estudian cuatro carreras: Letras, Lengua inglesa con segunda lengua extranjera (Francés), Periodismo y Comunicación Social. El Departamento de Lenguas Extranjeras tiene como misión la enseñanza del idioma español, idioma inglés e idioma alemán a la comunidad universitaria. En el área del postgrado se ofertan dos programas de maestría: maestría en estudios lingüístico-editoriales hispánicos y maestría en lengua inglesa para la comunicación intercultural y, un programa de especialidad sobre edición de textos, así como cursos, entrenamientos y diplomados. La actividad de postgrado incluye, además, formación doctoral.

### Facultad de Derecho
La Facultad de Derecho se reinauguró oficialmente el 7 de octubre del año 2002 como facultad independiente. Se imparte la especialidad de Derecho Penal y se coordina el inicio de otras dos en Derecho Civil, Derecho Patrimonial y de Derecho de Familia y en Asesoría Jurídica; además, se imparten varios diplomados en Derecho Empresarial, Derecho Penal y Derecho Civil.
La carrera de Derecho ha sido acreditada como carrera por excelencia, siendo en abril del 2018 la última re acreditación. Cuenta con un excelente claustro de profesores que se han destacado por sus investigaciones científicas y sus méritos como juristas a nivel nacional.
El desarrollo histórico de la Carrera de Derecho en la Universidad Central “Marta Abreu” de Las Villas se inicia en el año 1975, momento en que comienza a funcionar como una filial de la Facultad de Derecho de la Universidad de La Habana, sus primeras acciones docentes se destinaron a dar conclusión a la Licenciatura de un grupo de combatientes-alumnos del Ministerio del Interior que cursaban la carrera acogidos a la modalidad de Cursos por Encuentros.
El primer Curso Regular Diurno se inaugura el 1.º de septiembre de 1976, momento en que inician sus estudios de Licenciatura en Derecho un grupo de alumnos de las tres provincias Centrales, creándose el Departamento de Derecho como núcleo articulador del proceso docente, adscripto a la antigua Facultad de Filología. En año 1980 el Departamento de Derecho se traslada a la Facultad de Economía, continuando la enseñanza de Derecho en el Curso Regular Diurno y en el Curso por Encuentros para trabajadores.
El 4 de octubre del año 1984 se constituye oficialmente la Facultad de Derecho en Acto Solemne, con la presencia del compañero José Ramón Machado Ventura, funcionando como facultad independiente hasta el año 1989, momento en el que por cambios estructurales acaecidos en nuestra Universidad se fusionan varias carreras en una sola Facultad de Ciencias Sociales y Humanísticas, nos referimos a las carreras de Psicología, Derecho y Letras, quedando de nuevo en calidad de Departamento Docente.
Ante el reclamo permanente de todos los organismos del Sistema Judicial del territorio y el país y de la Unión Nacional de Juristas de Cuba, la carrera de Licenciatura en Derecho se independiza nuevamente como Facultad el 9 de octubre del 2000.
En el año 2016, como resultado del proceso de integración que asumió el MES, la Facultad de Derecho se integra junto con otras facultades de nuestro centro en la nueva Facultad de Ciencias Sociales, quedando de nuevo en calidad de Departamento Docente.
Durante estos más de 50 años, a pesar de todos los cambios institucionales y administrativos ocurridos, los estudios de Derecho de pregrado y postgrado, se han mantenido ininterrumpidamente en el mismo campus universitario, con un sostenido incremento de su calidad y excelencia; formándose en nuestras aulas miles de juristas de las provincias del territorio central que han brindado sus servicios al país en los diferentes campos de acción y esferas de actuación jurídica, y además han ocupado y ocupan responsabilidades importantes en los organismos jurídicos u otras instituciones a nivel provincial y nacional.
A partir de la experiencia adquirida durante esta trayectoria histórica la carrera ha logrado un desarrollo progresivo y estable en los diferentes ámbitos o áreas claves de trabajo universitario, a partir del año 2008 se produjeron sensibles avances en el trabajo docente metodológico, en la organización de la investigación científica, en la labor educativa y política ideológica con los estudiantes, en la proyección del trabajo postgradual, etc.; los que dieron al traste con la obtención de la categoría de excelencia en el proceso de re acreditación al que fue sometida la carrera en el año 2013.
Históricamente la Carrera de Derecho de la Universidad Central de Las Villas ha tenido como misión la de formar profesionales revolucionarios integrales que apliquen de modo creador las leyes objetivas que rigen la construcción de la nueva sociedad en la organización y perfeccionamiento del Sistema de Derecho como su objeto de trabajo profesional; a partir de convicciones políticas, revolucionarias y socialistas.
La estructuración del Plan de Estudios “D” en currículo básico y currículo optativo permite el equilibrio indispensable entre lo estatuido por la Comisión Nacional de Carrera como conocimientos básicos imprescindibles para el graduado de Derecho y los conocimientos optativos ofertados por la carrera a partir de las necesidades de competencia del graduado en el territorio, del propio desarrollo científico del claustro y de la disponibilidad de locales docentes.
En los últimos años se ha consolidado la impartición del Plan D. Resulta válido aclarar que amparándose en las características de flexibilidad del nuevo Plan de estudio se han elaborado Programas analíticos propios de las asignaturas del currículo básico, logrando plasmar en ellos los avances científicos alcanzados por los profesores e institución, siempre respetando el sistema de conocimientos definidos en los Programas Disciplinares aprobados por la Comisión Nacional de Carrera.
En cuanto al currículo optativo, tal y como refleja el artículo 69 (2.º párrafo) de la Resolución Ministerial 210/2007 “Reglamento Docente Metodológico”, se aplicó una política de uso de las flexibilidades de adecuación y de perfeccionamiento continuo, con el fin de estructurar convenientemente el currículo optativo de la Carrera en la Universidad Central “Marta Abreu” de Las Villas, atemperándolo a los recursos humanos del Claustro, a la disponibilidad de locales docentes y a las características y necesidades de formación de los egresados.
En los dos últimos cursos el Colectivo de Carrera ha trabajado, a partir de las orientaciones de la Comisión Nacional de Carrera, en el análisis de los fundamentos para la implementación del Plan E.
El claustro de la carrera se ha consolidado, manteniendo un incremento sostenido de la formación doctoral, de másteres o especialistas y de profesores que adquieren las categorías principales de Titular o Auxiliar, en este último aspecto se aprecia un incremento sustancial respecto al anterior proceso de acreditación.
Los profesores a tiempo parcial han sido seleccionados entre los profesionales del Derecho del territorio central que más se destacan en el ejercicio de la profesión y que poseen un mayor prestigio político y social. Todo el Claustro, ya sea de profesores a tiempo completo o profesores a tiempo parcial, transmite a los estudiantes las experiencias más valiosas del mundo jurídico, contribuyendo así a la formación integral de los estudiantes de Derecho.
En noviembre del 2007 la Carrera se sometió a un proceso de acreditación obteniendo la categoría de Carrera Acreditada.
En el año 2013 se sometió al proceso de re acreditación, donde obtuvo la categoría de Carrera de excelencia. Los resultados de esa evaluación destacaron las fortalezas logradas en las diferentes variables valoradas, lo que reflejó los innegables logros integrales de la Carrera; conjuntamente con lo anterior fueron establecidos algunos aspectos considerados como debilidades y que en consecuencia debían ser reforzados y trabajados con profundidad en aras de un mejor desarrollo del proceso docente-educativo y de formación de nuestros egresados. Para solventar esos aspectos necesarios de superar, el Colectivo de Carrera trazó un Plan de Mejoras que ha sido reajustado y perfeccionado durante los 5 cursos académicos transcurridos, logrando un destacado avance en la solución de las problemáticas localizadas.
| Formación científica del Claustro presencial. Curso 2016-2017 |              |              |                        |                        |             |             |
| Total de profesores del Claustro                              | Doctores     | Doctores     | Máster o Especialistas | Máster o Especialistas | Licenciados | Licenciados |
| Total de profesores del Claustro                              | #            | %            | #                      | %                      | #           | %           |
| 44 docentes                                                   | 20           | 45,45        | 20                     | 45,45                  | 4           | 9,09        |
| Totales                                                       | 40 / 90,90 % | 40 / 90,90 % | 40 / 90,90 %           | 40 / 90,90 %           |             |             |

| Categorización docente del Claustro presencial. Curso 2016-2017 |                      |                      |                       |                       |            |            |              |              |
| Total de profesores del Claustro                                | Profesores Titulares | Profesores Titulares | Profesores Auxiliares | Profesores Auxiliares | Asistentes | Asistentes | Instructores | Instructores |
| Total de profesores del Claustro                                | #                    | %                    | #                     | %                     | #          | %          | #            | %            |
| 44 docentes                                                     | 18                   | 40,90                | 12                    | 27,28                 | 10         | 22,72      | 4            | 9,09         |

CALIDAD DE LAS INVESTIGACIONES Y EL POSTGRADO EN LA CARRERA
Impactos fundamentales:
2 tesis doctorales
3 Tesis de Maestría y Especialidad
7 investigaciones posdoctorales
Tutoría de 7 Tesis doctorales por profesores del claustro
39 proyectos: 7 Internacionales, 7 Nacionales de Ciencia y Técnica, 4 Territoriales y 21 institucionales universitarios.
Programa de Maestría propio en Ciencias Penales y Forenses
Especialidad de Postgrado en Derecho Civil y Patrimonial de Familia (4.ª Edición)
Diplomados: Práctica Fiscal, Asesoría Legal a las personas jurídicas en materia económica, Derecho Civil y Familia y Administración Pública.
CALIDAD DE LAS INVESTIGACIONES Y EL POSTGRADO EN LA CARRERA
| POSGRADO                         |      |      |      |      |      |       |
| Tipo de Actividad de Posgrado    | 2013 | 2014 | 2015 | 2016 | 2017 | TOTAL |
| Cursos independientes            | 5    | 8    | 8    | 4    | 7    | 32    |
| Entrenamientos                   |      |      | 2    | 1    |      | 3     |
| Cursos de Diplomado              | 11   | 19   | 13   | 15   | 22   | 80    |
| Cursos de Maestría               | 10   | 22   | 16   |      |      | 48    |
| Participación en otras maestrías | 14   | 27   | 36   | 19   | 6    | 102   |
| Doctorado                        | 1    | 1    | 2    | 1    | 1    | 6     |
| Total                            | 41   | 77   | 77   | 40   | 36   | 271   |

### Publicaciones y eventos
| Publicaciones | Referenciadas + textos | Monografías | Otras publicaciones | Web of Science y (BDI) | Total |
| 2013 | 36                     | 6           | 1                   | 6                      | 43    |
| 2014 | 31                     | 5           | 3                   | 5                      | 39    |
| 2015 | 55                     | 8           | 7                   | 7                      | 70    |
| 2016 | 51                     | 10          | 3                   | 9                      | 64    |
| 2017 | 10                     | 1           | -                   | 2                      | 11    |
| Posteriores a informe                                                                                             | 6                      | -           | -                   | 1                      | 6     |
| TOTAL | 189                    | 30          | 14                  | 30                     | 233   |
| TOTAL CLAUSTRO | 44                     |             |                     |                        |       |
| Índices por profesor                                                                                              | 4,29                   | 0,68        | 0,32                | 0,68                   | 5.29  |
| INDICE DE PUBLICACIONES PROMEDIO POR PROFESOR EN REVISTAS REFERENCIADAS: 1.36 Total índice de publicaciones: 5.29 |                        |             |                     |                        |       |

|                     | Eventos |         |       |      |      |      |       |
| Año                 | Intern. | Nacion. | Total | Prov | Mun  | Base | Total |
| 2013                | 28      | 10      | 37    | 12   | 0    | 4    | 16    |
| 2014                | 25      | 17      | 42    | 20   | 0    | 3    | 23    |
| 2015                | 32      | 11      | 42    | 19   | 1    | 2    | 22    |
| 2016                | 58      | 13      | 70    | 23   | 0    | 2    | 25    |
| 2017                | 20      | 8       | 24    | 9    | 0    | 0    | 9     |
| Total               | 163     | 59      | 219   | 83   | 1    | 11   | 95    |
| Total claustro      | 44      |         |       |      |      |      |       |
| Indice por profesor | 3.70    | 1.34    | 4.97  | 1.89 | 0.02 | 0.25 | 2.16  |

Fortalezas:
- Claustro con alta maestría pedagógica, excelencia académica, nivel científico y compromiso social, reconocido por los alumnos y los organismos de la práctica jurídica.
- Estabilidad en el número de Doctores del claustro y existencia de una política coherente de formación doctoral.
- Adecuado balance del personal docente en cuanto a la pirámide de categorías docentes, destacándose el incremento de profesores con categoría superior.
- Significativos y sólidos resultados en el desarrollo de la política científico-investigativa, caracterizados por un orgánico trabajo en Proyectos investigativos que responden a líneas de investigación priorizadas por su trascendencia para las necesidades del territorio y el país.
- Postgrado de calidad que responde a las necesidades del país, en cuyos programas participa el 100% del claustro con categorías principales y/o grado científico, lo que redunda en un elevado número de másteres y especialistas formados en las provincias centrales.
- Crecimiento sostenido del índice de publicaciones científicas por profesor y correlativo aumento de las publicaciones en los Grupos I y II (30 publicaciones).
- Claustro con amplia experiencia en la docencia. Todos los docentes vinculados directamente a la profesión jurídica han ejercido o ejercen la práctica profesional. Los profesores a tiempo parcial son reconocidos profesionales de la práctica jurídica.
- Personal no docente y administrativo se caracteriza por su experiencia, consagración al trabajo e interés en la superación.

Eficiencia académica. TENDENCIA EN LOS ÚLTIMOS 5 CURSOS
| Curso                                                                 | Promoción por Años Académicos                                         | Promoción por Años Académicos                                         | Promoción por Años Académicos                                         | Promoción por Años Académicos                                         | Promoción por Años Académicos                                         | Promoción total | Eficiencia académica | Eficiencia vertical |
| Curso                                                                 | 1.º                                                                   | 2.º                                                                   | 3.º                                                                   | 4.º                                                                   | 5.º                                                                   | Promoción total | Eficiencia académica | Eficiencia vertical |
| 2012-2013                                                             | 93,33                                                                 | 94,59                                                                 | 90,48                                                                 | 100                                                                   | 94,74                                                                 | 95,06           |                      | 75,68               |
| 2013-2014                                                             | 97,06                                                                 | 89,29                                                                 | 94,12                                                                 | 100                                                                   | 100                                                                   | 96,05           |                      | 81,56               |
| 2014-2015                                                             | 91,43                                                                 | 100                                                                   | 100                                                                   | 100                                                                   | 100                                                                   | 97,92           |                      | 91,43               |
| 2015-2016                                                             | 95,95                                                                 | 96,88                                                                 | 96,55                                                                 | 100                                                                   | 93,75                                                                 | 96,35           | 81,21                | 84,13               |
| 2016-2017                                                             | 96,67                                                                 | 87,50                                                                 | 93,94                                                                 | 96,55                                                                 | 92,31                                                                 | 92,73           | 76,92                | 70,82               |
| Promedios históricos de la Carrera (tomados desde el Curso 2004-2005) | Promedios históricos de la Carrera (tomados desde el Curso 2004-2005) | Promedios históricos de la Carrera (tomados desde el Curso 2004-2005) | Promedios históricos de la Carrera (tomados desde el Curso 2004-2005) | Promedios históricos de la Carrera (tomados desde el Curso 2004-2005) | Promedios históricos de la Carrera (tomados desde el Curso 2004-2005) | 93,8            | 68,0                 | 73,0                |

### Facultad de Psicología
Se creó el 17 de noviembre de 1959 con la carrera de psicología, la primera instituida en Cuba. Hasta el curso 1998-1999 ha egresado más de 1300 profesionales de esta ciencia. En educación de postgrado se ofrece la variedad de estudios compensados para estudiantes extranjeros.
Dentro de esta facultad también se estudia la carrera de comunicación social, la cual fue creada en el año 2003 con el objetivo de formar profesionales de la comunicación que puedan desempeñar su labor, tanto en el ámbito empresarial como en los medios de comunicación.

### Ciencias Sociales
Es de nueva creación, constituyéndose en el curso 2002-2003. Incluye dos carreras: estudios socioculturales y sociología. Se imparten dos maestrías: pensamiento filosófico latinoamericano y trabajo social, así como doctorados tutoriales.

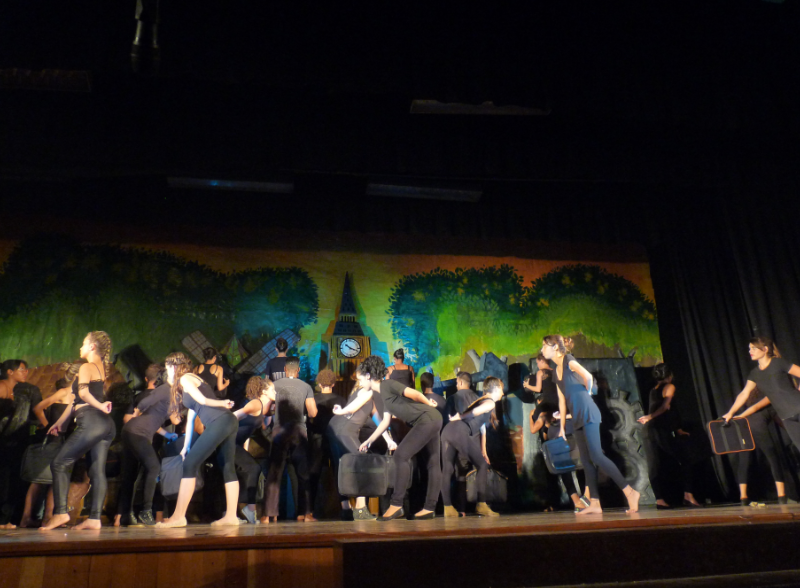
Estudiantes de la UCLV en el Festival de Artistas Aficionados de 2016

### Facultad de Construcciones
En el año 1976 surge la Facultad de Construcciones debido a la necesidad de integrar saberes en torno a la modificación del ambiente construido. Tres carreras: ingeniería civil,  ingeniería Hidráulica y arquitectura. Gracias a las relaciones con el MICONS surgen líneas de investigación que hoy son prestigiosas. La facultad cuenta además con el CIDEM , un Centro de Investigación con reconocidos trabajos en el país.

### Facultad de Ingeniería Industrial y Turismo
Fue fundada en 2007 luego de dividirse la Facultad de Ciencias Empresariales cuya fundación data de 1952 con la carrera de contador público. En 1962 se inicia la carrera de ingeniería industrial. La actual facultad se instauró en 1976 con las carreras: licenciatura en contabilidad y finanzas, ingeniería industrial y licenciatura en economía. Incluye programas de doctorados y maestrías.

### Facultad de Ciencias Económicas
Fue fundada en 2007 luego de dividirse la Facultad de Ciencias Empresariales cuya fundación data de 1952 con la carrera de contador público. En 1962 se inicia la carrera de ingeniería industrial. La actual facultad se instauró en 1976 con las carreras: licenciatura en contabilidad y finanzas, ingeniería industrial y licenciatura en economía. Incluye programas de doctorados y maestrías.

### Facultad de Mecánica
En el año 1962 se fundó la entonces Escuela de Ingeniería Mecánica, que se constituyó en facultad en el año 1976. Carrera: ingeniería mecánica. Dentro de las temáticas doctorales se hallan las construcciones soldadas, el control de la calidad para las industrias mecánicas, la termoeconomía, entre otros.

### Facultad de Química – Farmacia
Fue fundada en 1989, a partir de la incorporación de las carreras de licenciatura en ciencias químicas (1963), licenciatura en ciencias farmacéuticas (1984) e ingeniería química (1952). Desarrolla actividad de postgrado: doctorados (especialidad de ingeniería química), maestrías y diplomados.

### Facultad de Ciencias de la Información y de la Educación
Se crea en el curso 1979-1980 bajo el nombre de Facultad de Enseñanza a distancia y comprende las carreras de contabilidad y finanzas, economía, derecho, historia e información científico-técnica y bibliotecología.

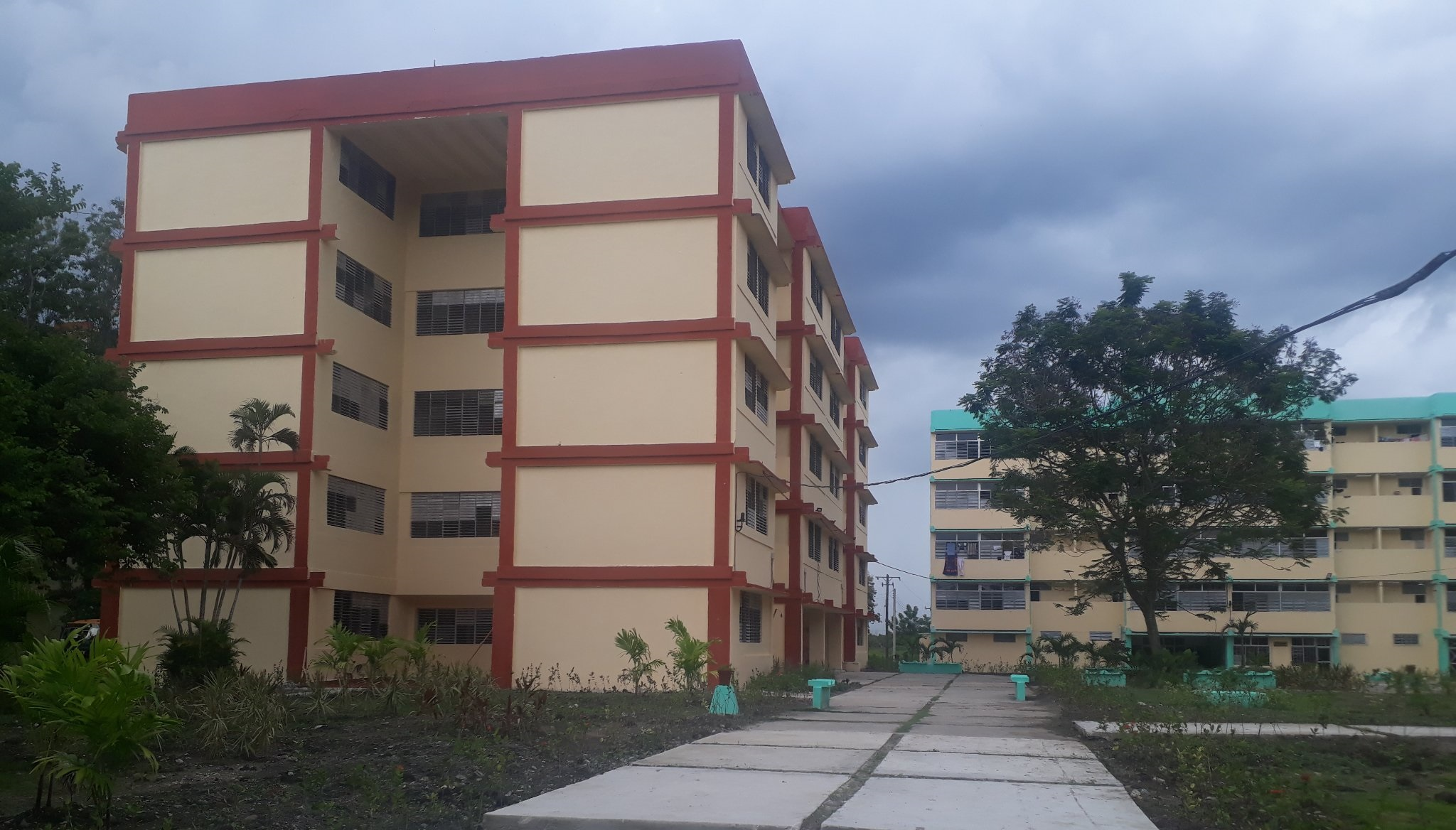
Residencia estudiantil

## Investigaciones en la UCLV
Desde su fundación, la Universidad Central "Marta Abreu de Las Villas tuvo dentro de sus objetivos el vínculo con los problemas científicos, técnicos y sociales de la comunidad y el país, en sus primeros años representada, fundamentalmente, por el área agropecuaria y las áreas sociales y humanísticas. A finales de la década de los 60 e inicios de la de los 70, se produce un intenso proceso de formación de los recursos humanos, que tuvo como centro la formación de doctores, con un fuerte basamento en la investigación científica en las facultades y departamentos, en un amplio espectro de las ciencias técnicas, agropecuarias, naturales, económicas, sociales y humanísticas.

## Egresados Notables
Miguel Díaz-Canel Bermúdez,Luis Posada Carriles, Guillermo Fariñas Hernández, Miriam Nicado García, Amador Blanco Hernández, Arnaldo E. Álvarez López,
Santiago A. Alpizar Rivero,
Armando de Armas García,
Fernando Martirena Hernández,
Alpidio Alonso Grau,
Otto Rivero Torres, Elián González Brotóns.

## Relaciones Internacionales
La Universidad Central "Marta Abreu" de Las Villas (UCLV) cuenta, desde 1970, con un proyecto de internacionalización que ha permitido el desarrollo institucional y la promoción de la educación superior en Cuba hacia diversas latitudes del planeta. En este contexto se han fortalecido las alianzas estratégicas con instituciones de todo el mundo concertándose más de 200 convenios de colaboración con un alto grado de consecución.

## Otros proyectos
- Wikimedia Commons alberga una galería multimedia sobre Universidad Central de Las Villas.